# Alexander Zverev
Alexander „Sascha” Zverev (ur. 20 kwietnia 1997 w Hamburgu) – niemiecki tenisista pochodzenia rosyjskiego, złoty medalista igrzysk olimpijskich z Tokio (2020) w grze pojedynczej, dwukrotny zwycięzca ATP Finals (2018 i 2021), triumfator Australian Open 2014 w grze pojedynczej chłopców, reprezentant w Pucharze Davisa.
Jego starszy brat Mischa Zverev jest profesjonalnym tenisistą, zaś ojciec i jednocześnie trener zawodnika Aleksandr Zwieriew zdobywał medale w igrzyskach dobrej woli, uniwersjadzie i w zawodach Przyjaźń-84.

## Kariera zawodowa

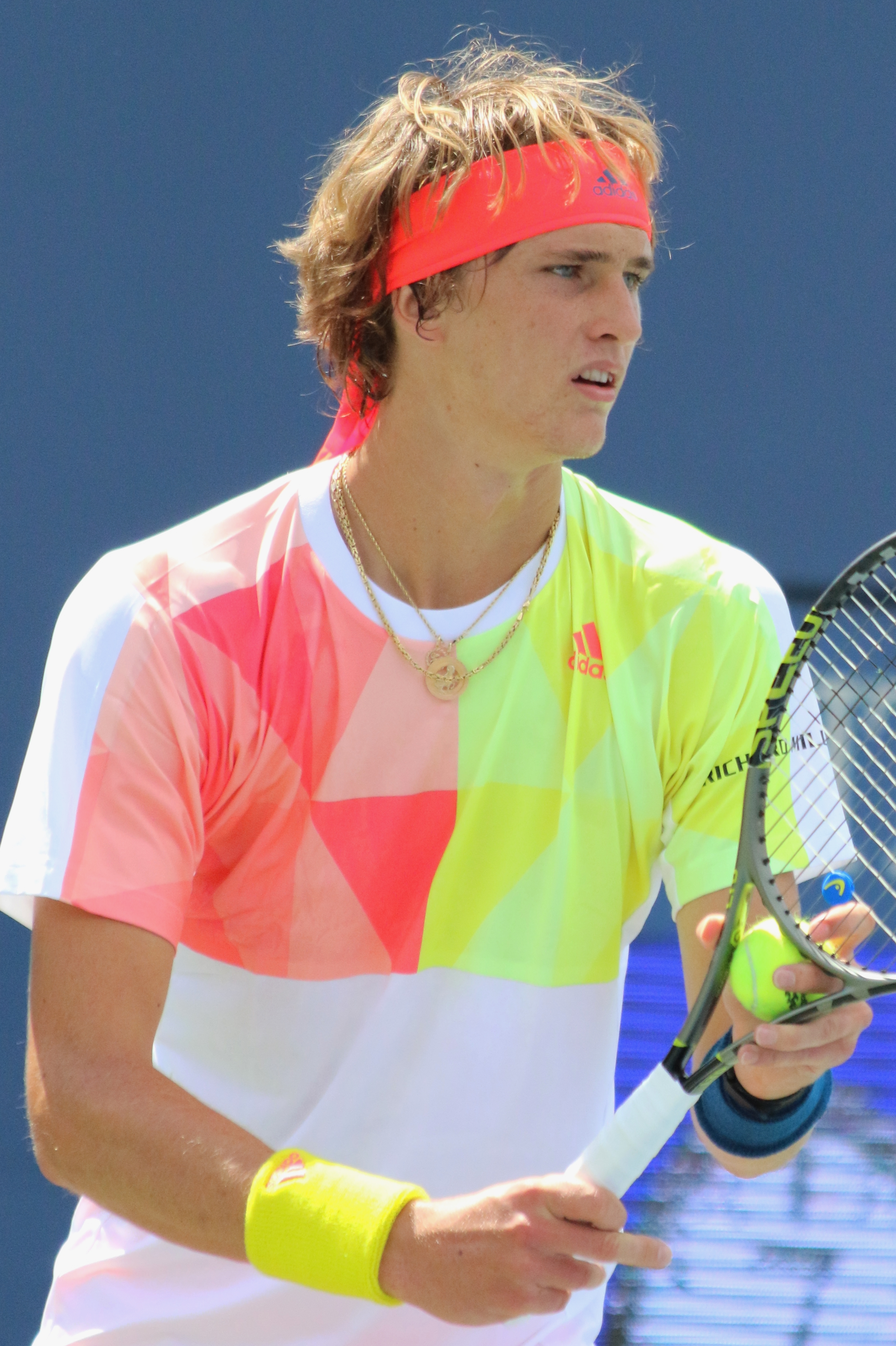
Alexander Zverev w 2016 roku

W maju 2015 roku Zverev razem z bratem awansowali do finału gry podwójnej zawodów ATP World Tour w Monachium. Para przegrała spotkanie o tytuł 6:4, 1:6, 5–10 z Alexandrem Peyą i Bruno Soaresem.
W lutym 2016 roku razem z bratem ponownie dostali się do finału podczas turnieju w Montpellier, przegrywając spotkanie o tytuł w dwóch setach. Pod koniec maja 2016 roku Zverev został finalistą gry pojedynczej turnieju ATP World Tour w Nicei, ponosząc porażkę w spotkaniu finałowym z Dominicem Thiemem. Trzy tygodnie później wystąpił w spotkaniu finałowym, tym razem w Halle, lecz nie sprostał Florianowi Mayerowi. We wrześniu 2016 wystąpił w turnieju w Petersburgu, pokonując w półfinale Tomáša Berdycha, a w finale Stana Wawrinkę, zdobywając tym samym swój premierowy tytuł w zawodach tej rangi.
W lutym 2017 Zverev został zwycięzcą gry pojedynczej i podwójnej w Montpellier. Mecz finałowy w singlu wygrał z Richardem Gasquetem, z kolei w deblu odniósł triumf wspólnie ze swoim bratem nad parą Fabrice Martin–Daniel Nestor. W maju Niemiec wygrał 2 turnieje na podłożu ziemnym, był najlepszy w Monachium i zawodach ATP World Tour Masters 1000 w Rzymie. W stolicy Włoch wyeliminował m.in. Milosa Raonica i w finale 6:4, 6:3 Novaka Đokovicia. Zverev jako pierwszy Niemiec został mistrzem zawodów tej rangi od 2001 roku, gdy Tommy Haas wygrał w Stuttgarcie. Sukces ten także premiował Zvereva do awansu do czołowej dziesiątki rankingu ATP. W czerwcu osiągnął finał w Halle, w którym uległ Rogerowi Federerowi. W sierpniu zwyciężył najpierw w Waszyngtonie, następnie w Montrealu, rewanżując się Federerowi w meczu mistrzowskim.
Pod koniec lutego 2018 Zverev zakończył współpracę trenerską z Juanem Carlosem Ferrerem, z którym pracował od końca lipca 2017. W sierpniu tego samego roku jego trenerem został Ivan Lendl i był nim do lipca 2019 roku. W sezonie 2018 Niemiec osiągnął pierwszy w karierze ćwierćfinał Wielkiego Szlema, podczas French Open. Wygrał jeden tytuł z trzech rozegranych finałów o randze ATP World Tour Masters 1000. W listopadzie został mistrzem ATP Finals, po finale z Novakiem Đokoviciem, z którym przegrał wcześniej mecz grupowy. Było to również pierwsze zwycięstwo Zvereva z tenisistą klasyfikowanym w danym czasie jako lider rankingu.
W roku 2019 po raz drugi zakwalifikował się do ćwierćfinału French Open oraz wygrał jeden turniej – w Genewie. Został także finalistą w Acapulco i Szanghaju. W Acapulco wspólnie z Mischą Zverevem zdobył tytuł w grze podwójnej.

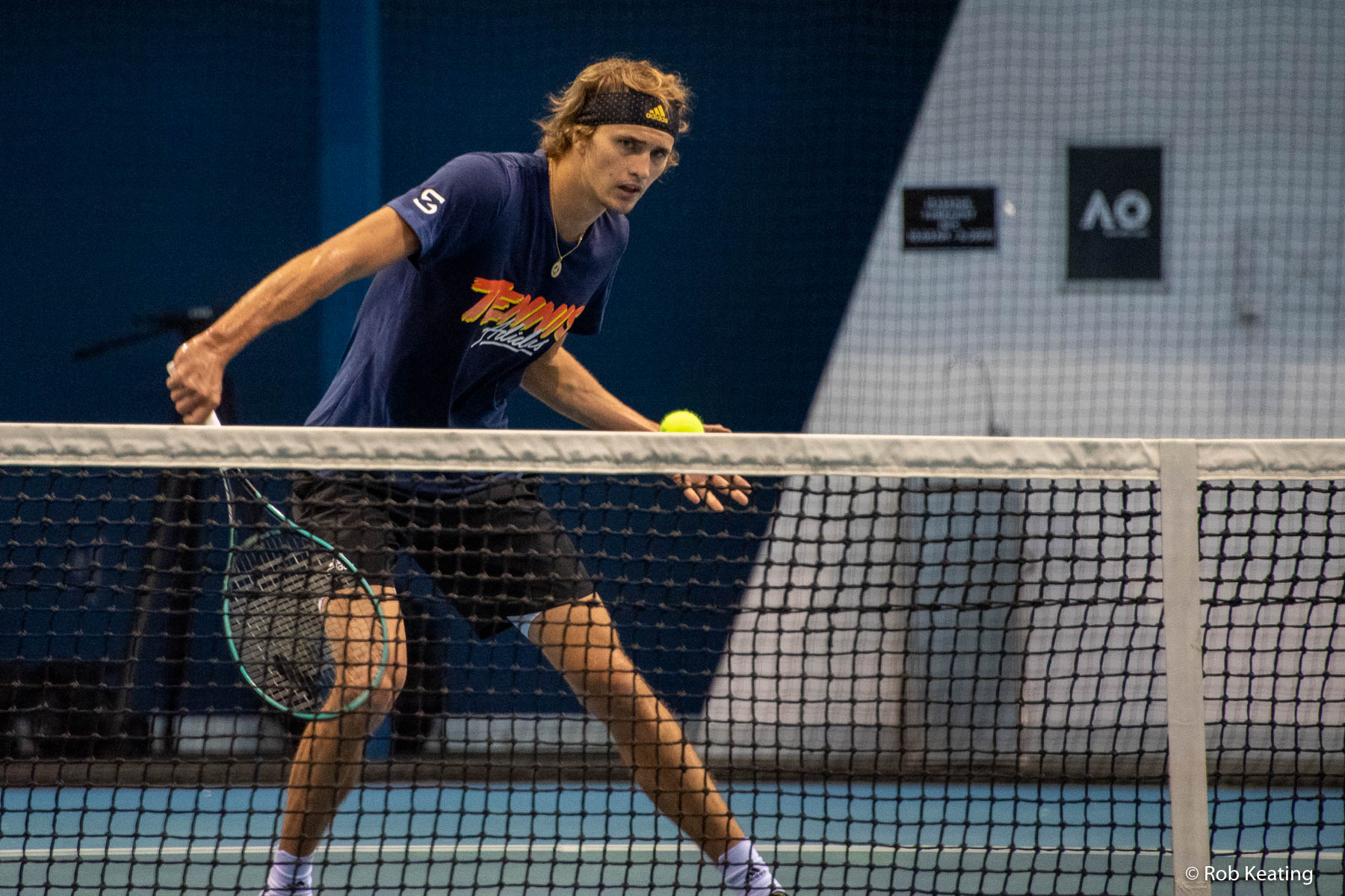
Alexander Zverev (2020)

Na początku 2020 roku zanotował pierwszy wielkoszlemowy półfinał, przegrywając w tej fazie Australian Open z Dominicem Thiemem. We wrześniu osiągnął finał wielkoszlemowego US Open, w którym ponownie uległ Thiemowi wynikiem 6:2, 6:4, 4:6, 3:6, 6:7(6). W październiku zdobył tytuł w turnieju rozgrywanym w Kolonii. Kolejny triumf odniósł tydzień później, również w Kolonii. W zawodach w Paryżu w meczu finałowym pokonał go Daniił Miedwiediew.
W 2021 roku Zverev osiągnął ćwierćfinał Australian Open. W marcu triumfował w zawodach w Acapulco, pokonując w finale najwyżej rozstawionego Stefanosa Tsitsipasa. Kolejne turniejowe zwycięstwo odniósł w Madrycie, gdzie w meczu o trofeum zwyciężył z Matteo Berrettinim. Zverev został mistrzem olimpijskim w singlu podczas igrzysk olimpijskich w Tokio. W meczu o złoty medal pokonał Karena Chaczanowa 6:3, 6:1. Jego następnym zwycięskim turniejem były zawody w Cincinnati, gdzie pokonał w meczu mistrzowskim Andrieja Rublowa. W październiku wywalczył trofeum w Wiedniu. Zverev zwyciężył również w kończącym sezon turnieju ATP Finals w Turynie. W fazie grupowej pokonał Matteo Berrettiniego i Huberta Hurkacza, przegrał zaś z Daniiłem Miedwiediewem. W półfinale okazał się lepszy od Novaka Đokovicia, a w finale wygrał z Miedwiediewem 6:4, 6:4. Sezon zakończył na trzecim miejscu w rankingu singlowym ATP.
W sezonie 2022 uległ Aleksandrowi Bublikowi w finale rozgrywek w Montpellier. Nie obronił tytułu w Madrycie, gdzie w ostatnim meczu pokonał go Carlos Alcaraz.
W 2023 roku Zverev zwyciężył w zawodach w Hamburgu, pokonując w finale Laslo Đere 7:5, 6:3. W tym samym roku okazał się najlepszy również w Chengdu, gdzie w meczu o tytuł wygrał 6:7(2), 7:6(5), 6:3 z Romanem Safiullinem.
W kwietniu 2024 osiągnął finał zawodów deblowych w Monte Carlo, w którym razem z Marcelo Melo przegrali 7:5, 3:6, 5–10 z deblem Sander Gillé–Joran Vliegen. Miesiąc później Niemiec wygrał rozgrywki singlowe w Rzymie dzięki zwycięstwu w ostatnim spotkaniu z Nicolásem Jarrym 6:4, 7:5. W czerwcu zanotował finał wielkoszlemowy na kortach French Open, jednak w meczu mistrzowskim uległ Carlosowi Alcarazowi 3:6, 6:2, 7:5, 1:6, 2:6. W lipcu w finale zawodów w Hamburgu przegrał z Arthurem Filsem 3:6, 6:3, 6:7(1).
Najwyżej sklasyfikowany w rankingu ATP w singlu był na 2. miejscu (13 czerwca 2022), natomiast w zestawieniu deblistów na 68. pozycji (18 marca 2019).

### Finały w turniejach ATP Tour
| Legenda                                      |
| -------------------------------------------- |
| Wielki Szlem                                 |
| Igrzyska olimpijskie                         |
| Tennis Masters Cup / ATP Finals              |
| ATP Masters Series / ATP Tour Masters 1000   |
| ATP International Series Gold / ATP Tour 500 |
| ATP International Series / ATP Tour 250      |

#### Gra pojedyncza (24–14)
| Końcowy wynik | Nr  | Data                 | Turniej                    | Nawierzchnia  | Przeciwnik            | Wynik finału               |
| ------------- | --- | -------------------- | -------------------------- | ------------- | --------------------- | -------------------------- |
| Finalista     | 1.  | 21 maja 2016         | Nicea                      | Ceglana       | Dominic Thiem         | 4:6, 6:3, 0:6              |
| Finalista     | 2.  | 19 czerwca 2016      | Halle                      | Trawiasta     | Florian Mayer         | 2:6, 7:5, 3:6              |
| Zwycięzca     | 1.  | 25 września 2016     | Petersburg                 | Twarda (hala) | Stan Wawrinka         | 6:2, 3:6, 7:5              |
| Zwycięzca     | 2.  | 12 lutego 2017       | Montpellier                | Twarda (hala) | Richard Gasquet       | 7:6(4), 6:3                |
| Zwycięzca     | 3.  | 7 maja 2017          | Monachium                  | Ceglana       | Guido Pella           | 6:4, 6:3                   |
| Zwycięzca     | 4.  | 21 maja 2017         | Rzym                       | Ceglana       | Novak Đoković         | 6:4, 6:3                   |
| Finalista     | 3.  | 25 czerwca 2017      | Halle                      | Trawiasta     | Roger Federer         | 1:6, 3:6                   |
| Zwycięzca     | 5.  | 6 sierpnia 2017      | Waszyngton                 | Twarda        | Kevin Anderson        | 6:4, 6:4                   |
| Zwycięzca     | 6.  | 13 sierpnia 2017     | Montreal                   | Twarda        | Roger Federer         | 6:3, 6:4                   |
| Finalista     | 4.  | 1 kwietnia 2018      | Miami                      | Twarda        | John Isner            | 7:6(4), 4:6, 4:6           |
| Zwycięzca     | 7.  | 6 maja 2018          | Monachium                  | Ceglana       | Philipp Kohlschreiber | 6:3, 6:3                   |
| Zwycięzca     | 8.  | 13 maja 2018         | Madryt                     | Ceglana       | Dominic Thiem         | 6:4, 6:4                   |
| Finalista     | 5.  | 20 maja 2018         | Rzym                       | Ceglana       | Rafael Nadal          | 1:6, 6:1, 3:6              |
| Zwycięzca     | 9.  | 5 sierpnia 2018      | Waszyngton                 | Twarda        | Alex de Minaur        | 6:2, 6:4                   |
| Zwycięzca     | 10. | 18 listopada 2018    | Londyn                     | Twarda (hala) | Novak Đoković         | 6:4, 6:3                   |
| Finalista     | 6.  | 3 marca 2019         | Acapulco                   | Twarda        | Nick Kyrgios          | 3:6, 4:6                   |
| Zwycięzca     | 11. | 25 maja 2019         | Genewa                     | Ceglana       | Nicolás Jarry         | 6:3, 3:6, 7:6(8)           |
| Finalista     | 7.  | 13 października 2019 | Szanghaj                   | Twarda        | Daniił Miedwiediew    | 4:6, 1:6                   |
| Finalista     | 8.  | 13 września 2020     | US Open, Nowy Jork         | Twarda        | Dominic Thiem         | 6:2, 6:4, 4:6, 3:6, 6:7(6) |
| Zwycięzca     | 12. | 18 października 2020 | Kolonia                    | Twarda (hala) | Félix Auger-Aliassime | 6:3, 6:3                   |
| Zwycięzca     | 13. | 25 października 2020 | Kolonia                    | Twarda (hala) | Diego Schwartzman     | 6:2, 6:1                   |
| Finalista     | 9.  | 8 listopada 2020     | Paryż                      | Twarda (hala) | Daniił Miedwiediew    | 7:5, 4:6, 1:6              |
| Zwycięzca     | 14. | 20 marca 2021        | Acapulco                   | Twarda        | Stefanos Tsitsipas    | 6:4, 7:6(3)                |
| Zwycięzca     | 15. | 9 maja 2021          | Madryt                     | Ceglana       | Matteo Berrettini     | 6:7(8), 6:4, 6:3           |
| Zwycięzca     | 16. | 1 sierpnia 2021      | Tokio                      | Twarda        | Karen Chaczanow       | 6:3, 6:1                   |
| Zwycięzca     | 17. | 22 sierpnia 2021     | Cincinnati                 | Twarda        | Andriej Rublow        | 6:2, 6:3                   |
| Zwycięzca     | 18. | 31 października 2021 | Wiedeń                     | Twarda (hala) | Frances Tiafoe        | 7:5, 6:4                   |
| Zwycięzca     | 19. | 21 listopada 2021    | Turyn                      | Twarda (hala) | Daniił Miedwiediew    | 6:4, 6:4                   |
| Finalista     | 10. | 6 lutego 2022        | Montpellier                | Twarda (hala) | Aleksandr Bublik      | 4:6, 3:6                   |
| Finalista     | 11. | 8 maja 2022          | Madryt                     | Ceglana       | Carlos Alcaraz        | 3:6, 1:6                   |
| Zwycięzca     | 20. | 30 lipca 2023        | Hamburg                    | Ceglana       | Laslo Đere            | 7:5, 6:3                   |
| Zwycięzca     | 21. | 26 września 2023     | Chengdu                    | Twarda        | Roman Safiullin       | 6:7(2), 7:6(5), 6:3        |
| Zwycięzca     | 22. | 19 maja 2024         | Rzym                       | Ceglana       | Nicolás Jarry         | 6:4, 7:5                   |
| Finalista     | 12. | 9 czerwca 2024       | French Open, Paryż         | Ceglana       | Carlos Alcaraz        | 3:6, 6:2, 7:5, 1:6, 2:6    |
| Finalista     | 13. | 21 lipca 2024        | Hamburg                    | Ceglana       | Arthur Fils           | 3:6, 6:3, 6:7(1)           |
| Zwycięzca     | 23. | 3 listopada 2024     | Paryż                      | Twarda (hala) | Ugo Humbert           | 6:2, 6:2                   |
| Finalista     | 14. | 26 stycznia 2025     | Australian Open, Melbourne | Twarda        | Jannik Sinner         | 3:6, 6:7(4), 3:6           |
| Zwycięzca     | 24. | 20 kwietnia 2025     | Monachium                  | Ceglana       | Ben Shelton           | 6:2, 6:4                   |

#### Gra podwójna (2–6)
| Końcowy wynik | Nr | Data                 | Turniej     | Nawierzchnia  | Partner       | Przeciwnicy                  | Wynik finału      |
| ------------- | -- | -------------------- | ----------- | ------------- | ------------- | ---------------------------- | ----------------- |
| Finalista     | 1. | 4 maja 2015          | Monachium   | Ceglana       | Mischa Zverev | Alexander Peya Bruno Soares  | 6:4, 1:6, 5–10    |
| Finalista     | 2. | 7 lutego 2016        | Montpellier | Twarda (hala) | Mischa Zverev | Mate Pavić Michael Venus     | 5:7, 6:7(4)       |
| Zwycięzca     | 1. | 12 lutego 2017       | Montpellier | Twarda (hala) | Mischa Zverev | Fabrice Martin Daniel Nestor | 6:4, 6:7(3), 10–7 |
| Finalista     | 3. | 25 czerwca 2017      | Halle       | Trawiasta     | Mischa Zverev | Łukasz Kubot Marcelo Melo    | 7:5, 3:6, 8–10    |
| Finalista     | 4. | 24 czerwca 2018      | Halle       | Trawiasta     | Mischa Zverev | Łukasz Kubot Marcelo Melo    | 6:7(1), 4:6       |
| Finalista     | 5. | 28 października 2018 | Bazylea     | Twarda (hala) | Mischa Zverev | Dominic Inglot Franko Škugor | 2:6, 5:7          |
| Zwycięzca     | 2. | 3 marca 2019         | Acapulco    | Twarda        | Mischa Zverev | Austin Krajicek Artem Sitak  | 2:6, 7:6(4), 10–5 |
| Finalista     | 6. | 14 kwietnia 2024     | Monte Carlo | Ceglana       | Marcelo Melo  | Sander Gillé Joran Vliegen   | 7:5, 3:6, 5–10    |

### Osiągnięcia w turniejach Wielkiego Szlema i ATP Tour Masters 1000 (gra pojedyncza)
| Turniej                  | 2014         | 2015         | 2016         | 2017         | 2018         | 2019         | 2020         | 2021         | 2022         | 2023         | 2024         | 2025         | Wygrane turnieje | Bilans w turnieju |
| Wielki Szlem             | Wielki Szlem | Wielki Szlem | Wielki Szlem | Wielki Szlem | Wielki Szlem | Wielki Szlem | Wielki Szlem | Wielki Szlem | Wielki Szlem | Wielki Szlem | Wielki Szlem | Wielki Szlem | Wielki Szlem     | Wielki Szlem      |
| ------------------------ | ------------ | ------------ | ------------ | ------------ | ------------ | ------------ | ------------ | ------------ | ------------ | ------------ | ------------ | ------------ | ---------------- | ----------------- |
| Australian Open          | –            | –            | 1R           | 3R           | 3R           | 4R           | SF           | QF           | 4R           | 2R           | SF           | F            | 0 / 10           | 31–10             |
| French Open              | –            | –            | 3R           | 1R           | QF           | QF           | 4R           | SF           | SF           | SF           | F            |              | 0 / 9            | 34–9              |
| Wimbledon                | –            | 2R           | 3R           | 4R           | 3R           | 1R           | NH           | 4R           | –            | 3R           | 4R           |              | 0 / 8            | 16–8              |
| US Open                  | –            | 1R           | 2R           | 2R           | 3R           | 4R           | F            | SF           | –            | QF           | QF           |              | 0 / 9            | 26–9              |
| Bilans spotkań           | 0–0          | 1–2          | 5–4          | 6–4          | 10–4         | 10–4         | 14–3         | 17–4         | 8–2          | 12–4         | 18–4         | 6–1          | N/A              | 107–36            |
| ATP Finals               |              |              |              |              |              |              |              |              |              |              |              |              |                  |                   |
| ATP Finals               | –            | –            | –            | RR           | W            | SF           | RR           | W            | –            | RR           | SF           |              | 2 / 7            | 17–10             |
| ATP Tour Masters 1000    |              |              |              |              |              |              |              |              |              |              |              |              |                  |                   |
| Indian Wells             | –            | –            | 4R           | 3R           | 2R           | 3R           | NH           | QF           | 2R           | 4R           | QF           | 2R           | 0 / 9            | 13–9              |
| Miami                    | –            | 2R           | 2R           | QF           | F            | 2R           | NH           | 2R           | QF           | 2R           | SF           | 4R           | 0 / 10           | 19–10             |
| Monte Carlo              | –            | –            | 2R           | 3R           | SF           | 3R           | NH           | 3R           | SF           | 3R           | 3R           | 2R           | 0 / 9            | 14–9              |
| Madryt                   | –            | –            | –            | QF           | W            | QF           | NH           | W            | F            | 4R           | 4R           |              | 2 / 7            | 23–5              |
| Rzym                     | –            | –            | 2R           | W            | F            | 2R           | –            | QF           | SF           | 4R           | W            |              | 2 / 8            | 24–6              |
| Montreal/Toronto         | –            | –            | 1R           | W            | QF           | QF           | NH           | –            | –            | 2R           | QF           |              | 1 / 6            | 12–5              |
| Cincinnati               | –            | 1R           | 1R           | 2R           | 2R           | 2R           | 2R           | W            | –            | SF           | SF           |              | 1 / 9            | 12–8              |
| Szanghaj                 | –            | –            | 3R           | 3R           | SF           | F            | NH           | NH           | NH           | 2R           | 4R           |              | 0 / 6            | 12–6              |
| Paryż                    | –            | –            | –            | 2R           | QF           | 3R           | F            | SF           | –            | 3R           | W            |              | 1 / 7            | 17–6              |
| Bilans spotkań           | 0–0          | 1–2          | 8–7          | 21–7         | 24–8         | 11–9         | 4–2          | 19–5         | 13–5         | 15–9         | 28–7         | 2–3          | N/A              | 146–64            |
| Ranking na koniec sezonu |              |              |              |              |              |              |              |              |              |              |              |              |                  |                   |
|                          | 136          | 83           | 24           | 4            | 4            | 7            | 7            | 3            | 12           | 7            | 2            |              | N/A              | N/A               |

Legenda
     W, wygrał turniej
     F, przegrał w finale
     SF, przegrał w półfinale
     QF, przegrał w ćwierćfinale
     4R, 3R, 2R, 1R przegrał w IV, III, II, I rundzie
     RR, odpadł w fazie grupowej
     –, nie startował w turnieju głównym
     NH, turniej nie odbył się

## Kariera juniorska
W 2013 roku osiągnął finał juniorskiego French Open w grze pojedynczej, ulegając jedynie reprezentantowi Chile Cristianowi Garínowi. W tym samym sezonie dotarł do półfinału US Open.
W 2014 roku zwyciężył w zawodach singlowych podczas wielkoszlemowego Australian Open.

### Historia występów w juniorskim Wielkim Szlemie w singlu
| Turniej         | 2013 | 2014 |
| --------------- | ---- | ---- |
| Australian Open | 1R   | W    |
| French Open     | F    | A    |
| Wimbledon       | 3R   | A    |
| US Open         | SF   | A    |

### Historia występów w juniorskim Wielkim Szlemie w deblu
| Turniej         | 2013 | 2014 |
| --------------- | ---- | ---- |
| Australian Open | 1R   | QF   |
| French Open     | 1R   | A    |
| Wimbledon       | A    | A    |
| US Open         | QF   | A    |

### Finały juniorskich turniejów wielkoszlemowych

#### Gra pojedyncza (1–1)
| Końcowy wynik | Nr | Data | Turniej                    | Nawierzchnia | Przeciwnik     | Wynik finału |
| ------------- | -- | ---- | -------------------------- | ------------ | -------------- | ------------ |
| Finalista     | 1. | 2013 | French Open, Paryż         | Ceglana      | Cristian Garín | 4:6, 1:6     |
| Zwycięzca     | 1. | 2014 | Australian Open, Melbourne | Twarda       | Stefan Kozlov  | 6:3, 6:0     |

## Życie prywatne
Alexander Zverev jest synem zawodowych tenisistów Iriny Zwieriewej oraz Aleksandra Zwieriewa, którzy w 1991 wyemigrowali ze Związku Radzieckiego do Hamburga. Ze związku z Brendą Pateą ma córkę, która urodziła się w 2021 roku. Od 2021 związany z modelką Sophią Thomallą.
W 2020 była dziewczyna Zvereva, Olya Sharypova oskarżyła go o znęcanie się fizyczne i psychiczne nad nią, jednak nie złożyła zawiadomienia w tej sprawie. ATP przeprowadziło 15-miesięczne dochodzenie, w wyniku którego nie znaleźli wystarczających dowodów na poparcie opublikowanych przez Sharypovą zarzutów o znęcanie.
2 października 2023 sąd w Berlinie nałożył na Alexandra Zvereva obowiązek zapłaty grzywny w wysokości 450 000 euro w związku z oskarżeniem o znęcanie się fizyczne nad Brendą Pateą, do którego miało dojść podczas kłótni w Berlinie w maju 2020. Zverev zaskarżył to postanowienie, wobec czego sprawa trafiła przed sąd rejonowy w Berlinie. 7 czerwca 2024 roku proces zakończono, gdy sąd umorzył zarzuty po osiągnięciu ugody poza sądem. W ramach porozumienia Zverev zgodził się wpłacić 200 000 euro – 150 000 euro na rzecz niemieckiego Skarbu Państwa oraz 50 000 euro na cele charytatywne. Wcześniejszy nakaz zapłaty grzywny w wysokości 450 000 euro został uchylony.